# Spodahî, Nemîriv
Spodahî (în ucraineană Сподахи) este o comună în raionul Nemîriv, regiunea Vinnița, Ucraina, formată numai din satul de reședință.

## Demografie
Componența lingvistică a satului Spodahî
     Ucraineană (97,71%)
     Rusă (1,91%)
     Alte limbi (0,25%)
Conform recensământului din 2001, majoritatea populației satului Spodahî era vorbitoare de ucraineană (97,71%), existând în minoritate și vorbitori de rusă (1,91%).